# Sownikowe
Sownikowe (Aegotheliformes) – monotypowy rząd ptaków z infragromady ptaków neognatycznych (Neognathae).

## Zasięg występowania
Rząd obejmuje gatunki występujące w większości na Nowej Gwinei i sąsiednich wyspach (Molukach, d’Entrecasteaux i Aru), ale można je również spotkać na Nowej Kaledonii i w Australii.

## Systematyka
Do rzędu należy jedna rodzina:
- Aegothelidae Bonaparte, 1853 – sowniki